# Família Glass
A Família Glass é um grupo de personagens fictícios criados por J. D. Salinger e presentes na maioria de seus contos. À exceção de uma, todas as histórias envolvendo a família Glass foram publicadas originalmente na revista The New Yorker.